# Nyamwero
Nyamwero är ett vattendrag i Burundi.   Det ligger i provinsen Ruyigi, i den centrala delen av landet, 80 km öster om huvudstaden Bujumbura.
Omgivningarna runt Nyamwero är en mosaik av jordbruksmark och naturlig växtlighet. Runt Nyamwero är det ganska tätbefolkat, med 111 invånare per kvadratkilometer.